# Gare de Famechon
La gare de Famechon est une gare ferroviaire française (fermée) située sur le territoire de la commune de Famechon dans le département de la Somme en région Hauts-de-France.
Elle est mise en service en 1867 par la Compagnie des chemins de fer du Nord.

## Situation  ferroviaire
Elle est située au point kilométrique 25,832 de la  ligne de Saint-Roch à Darnétal-Bifurcation. Son altitude est de 129 m.

## Histoire
La station de Famechon est mise en service le 18 avril 1867 par la Compagnie des chemins de fer du Nord, lors de l'ouverture de l'exploitation voyageurs de la ligne d'Amiens à Rouen. L'ouverture du service des marchandises a lieu le 26 avril.

## Service des voyageurs

### Desserte
La halte est fermée. Un service de Taxi TER a été mis en place.